# Ankh

Ankh

Az ankh vagy anh (kiejtés /æŋk/, jele: ☥) egy óegyiptomi hieroglif jel. Az ʿnḫ szót szimbolizálja, melynek jelentése: élet. Az ókori egyiptomi vallás isteneit gyakran úgy ábrázolják, hogy az ankhot a hurokrésznél tartják egyik kezükben vagy két kézzel fogják a mellükön keresztbe tett kézzel.
A szimbólum egyiptomi kereszt vagy crux ansata (latinul „fogantyús kereszt”) néven is ismert. 

## Eredete
A szimbólum pontos eredete az egyiptológusok számára is homályba vész, nincs olyan feltételezés, amit széles körben elfogadnának.

### Nemiséggel kapcsolatos elméletek
Howard Carter feltételezte, hogy az emberi nemi szervek primitív ábrázolásából vezethető le a szimbólum, melynek a felső hurka a vulvát, az alsó T-alak a péniszt és a heréket jelképezné. Mások szerint a fáraó péniszét jelképezi, vagy egy stilizált szeméremdombot.
Andrew H. Gordon és Calvin W. Schwabe 2004-ben megjelent The Quick and the Dead című könyvükben ismételten feltételezik, hogy az ankh-kereszt, a dzsed-oszlop és az uasz-pálca szimbólumoknak biológiai alapjuk van, ami az ősi szarvasmarhatartásból ered és azzal az óegyiptomi hiedelemmel kapcsolatos, hogy az ondó a gerincoszlopban keletkezik:
- az ankh-kereszt – az élet szimbóluma – a bika thorakális gerinccsigolyájának a keresztmetszete;
- a dzsed-oszlop – a stabilitás szimbóluma – a bika keresztcsontjának alja;
- az uasz-pálca – a hatalom és uralkodás szimbóluma – szárított bikapéniszből készült pálca.

### Eltérő elméletek
Van számos ettől eltérő elmélet is. E. A. Wallis Budge feltételezte, hogy eredetileg az Ízisz anyaistennő övére kötött csomó volt, ehhez a feltételezéshez Wolfhart Westendorf is csatlakozott, megjegyezve, hogy az ankhot és Ízisz csomóját is használták a szertartási öltözékeken.
Sir Alan Gardiner szerint szandálszíjat ábrázol, melynek hurkát a boka köré tekerik.
A szandál szót is az ʿnḫ szóval jelölték, de lehet, hogy azt eltérően ejtették ki.
Megint más elképzelések szerint az ankh a Napot ábrázolja a horizont felett, vagyis a Nap keletről nyugatra tartó útját, ahol a hurok a Nílust jelképezné, vagy egy stilizált személyt, ami Ozirisz (kereszt, férfi) és Ízisz (ovális, nő) jeleinek kombinációja lenne és az ég és a föld egyesülését ábrázolná.
Papp Árpád L. szerint az egyiptomi hieroglif írásban, a fal és szoborábrázolásokon a jel jelentése: "teremtett".[forrás?]

### A szimbólum továbbélése
Az idők során az ankh az élet és a halhatatlanság, a világegyetem, a hatalom, valamint az életadó víz és levegő szimbóluma lett. Kulcsra emlékeztető formája miatt az a hiedelem is társult hozzá, hogy képes megnyitni a halál kapuit – ezt az elképzelést az újkori rózsakeresztesek és más hermetikus rendek fűzték hozzá. A kopt keresztények a halál utáni élet szimbólumaként használták.

## Története
Az ankh gyakran megjelenik egyiptomi sírok és más műalkotások díszítéseként, gyakran az istenek vagy istennők ujjhegyénél, olyan képeken, amelyek a túlvilág istenségeit ábrázolták, akik az élet ajándékát adományozzák a múmiának. Ez a fogantatás aktusát is jelképezheti. Ezenkívül az ankhot gyakran viselték az egyiptomiak amulettként is vagy magában, vagy más hieroglifák mellett, amelyek az erőt és az egészséget szimbolizálták (pl. dzsed és uasz).
Kovácsolt fémből készült tükröket szintén gyakran formáztak ankh alakúnak, vagy díszítési célból, vagy a másvilágról kialakított képük szimbólumaként.
Az ankhot szinte sose festették ezüstszínűre, mivel Napszimbólum volt. Szinte mindig arannyal színezték a jelképet (sírokon és máshol), mivel ezt a fémet társították a Naphoz. Néha fényesre csiszolt sárgarezet is alkalmaztak.

## Alkímia
Hasonló szimbólum (♀) jelképezte a római Venus istennőt is. Ez a szimbólum, ami eufemisztikusan „Vénusz tükre”-ként ismert, sokkal inkább a női méhet jelképezi. Ugyanezt a jelet használják az asztrológiában a Vénusz bolygó jeleként, az alkímiában a réz szimbólumaként és a biológiában a nőstények jeleként.

## Kulturális hatások
Az ankh szimbólum különféle kulturális mozgalomban (hippi és gót szubkultúrák) és termékben megjelenik, például filmekben (Logan futása, The Hunger, Lost), képregényekben (Sandman, Bloodlust), zenei előadóknál (Kiss, Elvis Presley és Keith Emerson) tévésorozatokban (Yu-Gi-Oh!, Dark Oracle, Lost) és videojátékokban (BloodRayne, World of Warcraft, Tomb Raider: The Last Revelation, Guild Wars).
Ankh-tetoválása van Christopher Daniels és Jason Gory birkózóknak, Erykah Badu neo-soul/hiphopénekesnőnek, Anastacia énekesnőnek, valamint Shaquille O’Neal és Dennis Rodman NBA-kosárlabdajátékosoknak.
Az ankh jelképet újpogány vallási és spirituális csoportok is használják sokféle hiedelem szimbólumaként, melyek az élettel és a halhatatlansággal kapcsolatosak.